# Octavian Joseph Graf Kinsky

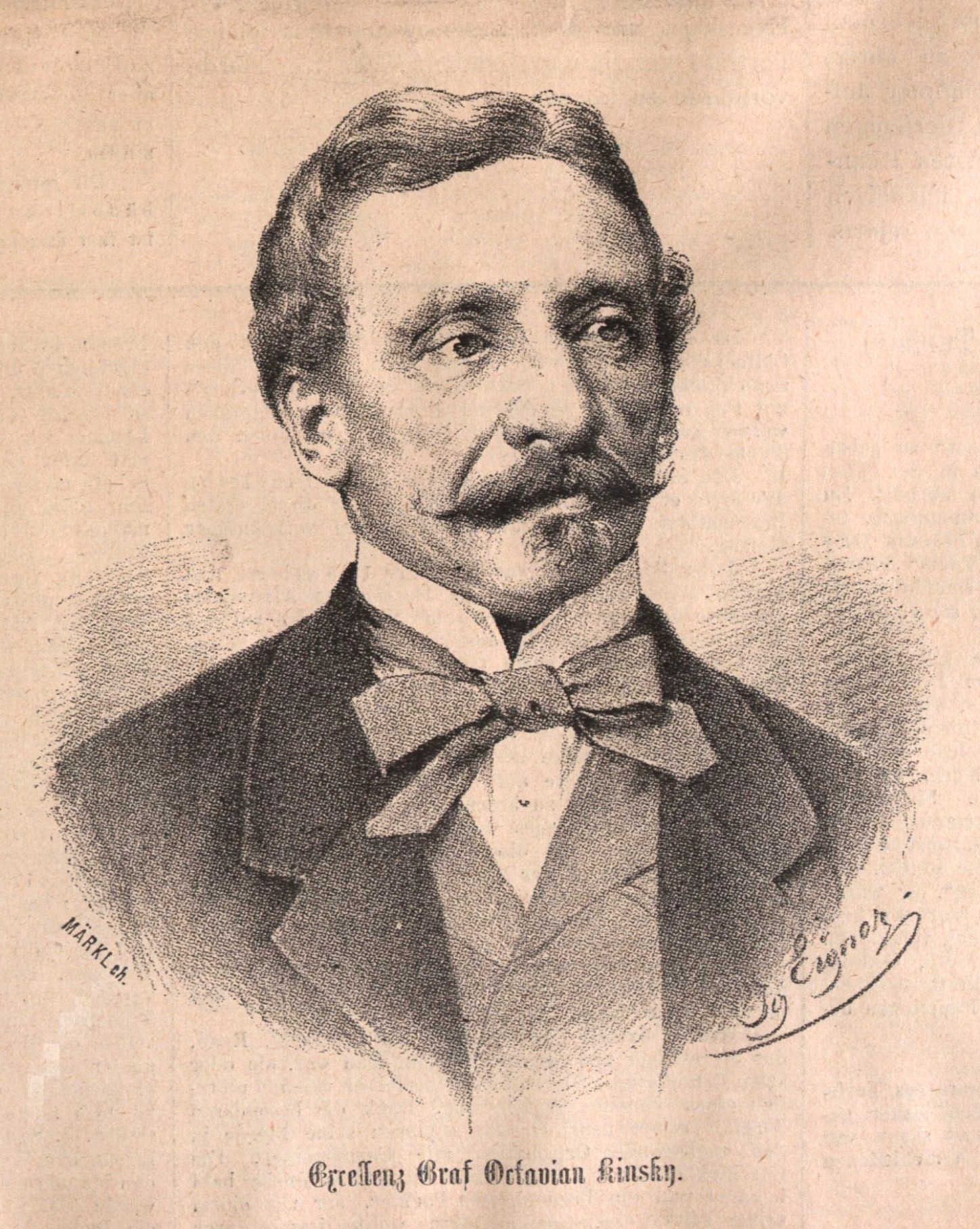
Octavian Kinsky (Porträt von Ignaz Eigner, 1878)

Octavian Joseph Graf Kinsky von Wchinitz und Tettau (* 13. März 1813 auf Schloss Wlkow; † 28. Mai 1896) war ein böhmischer Adliger, Obersterblandhofmeister von Böhmen, Pferdesportler und Züchter der nach ihm benannten Pferderasse. Von 1831 bis zu seinem Tode war er Chef des Hauses Kinsky.

## Leben
Der Sohn des Joseph Leopold Graf Kinsky und seiner Frau Maria Theresia, geborene Freiin von Puteani wuchs auf Schloss Karlskron auf. Nach dem Tode seines Vaters wurde er Chef des Hauses Kinsky. Am 21. Jänner 1835 heiratete Kinsky Agnes Hedwig Reichsgräfin von Schaffgotsch, Semperfrei von und zu Kynast und zu Trachenberg (1810–1888). 
Kinsky betrieb seit 1832 auf dem östlich von Chlumetz bei dem Dorfe Pisek gelegenen Hof Wostrow eine Pferdezucht. 1838 wurde die isabellfarbene Vollblutstute Themby II geboren, der wegen ihres hellen Fells als angebliche hippologische Mesalliance der Eintrag ins Stutbuch des Jockey-Clubs verweigert wurde. Kinsky war darüber so verärgert, dass er in Wostrow ein eigenes Zuchtbuch anlegen ließ. Durch Decken der erfolgreichen Jagd- und Rennstute mit dem Vollbluthengst Prince Djahura wurde 1853 der isabellenfarbene Hengst Caesar gezeugt, der als Stammvater der Rasse der Kinsky-Pferde gilt.
Am 10. April 1874 gehörte Kinsky zu den Gründungsmitgliedern des Wiener Trabrennvereins. Octavian Graf Kinsky war gleichfalls Mitglied der Parforce-Gesellschaft zu Pardubitz. Zusammen mit Max Graf von Ugarte und Emil Prinz zu Fürstenberg entwarf er den Parcours und war der maßgebliche Organisator des ersten Pardubitzer Steeplechase am 5. November 1874.
Nach dem Tod seiner ersten Frau, die am 5. Februar 1888 verstarb, heiratete der 75-jährige Kinsky am 5. September 1888 Marie Stubenvoll (1860–1909). 1896 verstarb Kinsky ohne Nachkommen. Seine Pferdezucht wurde durch seinen Großneffen Zdenko Radslav Graf Kinsky weitergeführt.